# SIGGRAPH
Fundat al 1974, SIGGRAPH és el grup d'interès en infografia o computació gràfica de l'Association for Computing Machinery, i és també el nom de la conferència sobre l'àrea organitzada pel grup d'interès SIGGRAPH.

## Conferència SIGGRAPH 2004
La conferència reuneix en 2004, 25.000 participants, 230 distribuïdors de productes i molts estudiants de tot el món que generalment participen sota el programa d'estudiants voluntaris.
- Conferència: Presentació de treballs d'investigació en l'àrea.
- Teatre electrònic: Presentació d'animacions gràfiques i vídeos i efectes creats en l'últim any o utilitzats per primera vegada en el cinema.
- Pavelló de tecnologies emergents: Presentació de projectes d'investigació en universitats i empreses. Generalment inclouen elements interactius per a atreure al públic.
- Competència d'animacions 3D: Diferents participants presenten curtmetratges d'animació. El públic utilitza un apuntador laser per a assenyalar la seva apreciació sobre una pantalla. Per a realitzar la classificació es mesura la densitat dels rajos emesos pel públic.